# تلمبه محمدحسین جعفری
تلمبه محمدحسین جعفری یک منطقهٔ مسکونی در ایران است که در دهستان بنارویه واقع شده‌است. تلمبه محمدحسین جعفری ۲۸ نفر جمعیت دارد.